# کلادروبی (ناحیه بنشوف)
کلادروبی (به چکی: Kladruby) یک منطقهٔ مسکونی در جمهوری چک است که در ناحیه بنشوو واقع شده‌است.